# Jolicloud
Jolicloud é um sistema operativo baseado em GNU/Linux que está em fase beta.
O Jolicloud foi fundado em 2009 por Tariq Krim. 
Destaca-se por ser um sistema exclusivamente destinado a netbooks, com um núcleo e programas desenhados para um funcionamento mais eficiente e rápido nessa nova modalidade de computadores.
Faz uso da tecnologia computação em nuvem que permite que grande parte de seus programas sejam executados em servidores remotos, não ocupando espaço no disco rígido e não fazendo uso do hardware para o processamento ativo. Com isso destaca-se pela sua velocidade e pela sua capacidade de processamento ainda que em um hardware bastante modesto como o dos netbooks atuais. 
Seu principal rival é o Google Chrome que promete também fazer uso da tecnologia computação em nuvem tendo como base o mesmo núcleo que o sistema Jolicloud roda sob modificação própria, que foi destinada a economia de bateria, velocidade e compatibilidade.

## Compatibilidade
O Jolicloud faz o boot rapidamente e destaca-se pela facilidade de instalação. Wi-Fi, Bluetooth e modems 3G devem funcionar corretamente após a instalação sem nenhuma modificação ou instalação por parte do usuário.
Grande parte de seus programas faz uso da computação em nuvem portanto seu grau de compatibilidade é alto pois seus programas rodam por essa tecnologia que dispensa o hardware do netbook para o processamento ativo dos programas executados.
O Jolicloud suporta quase todos os netbooks das maiores fabricadores de computadores como Acer, ASUS, Dell, MSI e Samsung.